# Mary Cecilia Maher
Mary Cecilia Maher, född 1799, död 1878, var en nyzeeländsk nunna, grundare av orden Sisters of Mercy i Auckland.
Hon föddes i Freshford, i Kilkenny på Irland som dotter till det förmögna bondeparet John och Adelaide Maher. Hon gifte sig aldrig och ägnade sig åt att uppfostra sina styvsyskon. Hon blev medlem i Sister of Mercys orden i St Leo's Convent i Carlow 1838, avlade sina löften 1840, och blev abbedissa 1843.
År 1849 tillfrågades hon av J. B. F. Pompallier, den första katolska biskopen i Auckland, om att följa med honom till Nya Zeeland och etablera ett kloster där, och gick med på förslaget. Maher och sju av hennes nunnor följde Pompallier till Nya Zeeland, dit de anlände i Auckland i april 1850, som de första nunnorna på Nya Zeeland. I Auckland tog nunnorna över en skola på Wyndham Street, och utökade den till en småbarnsskola och en flickpension. Nunnorna undervisade elever av alla trosriktningar. De drev barnhem och utbildade föräldralösa till tjänare, och gav sjukvård till fångar i fängelser och andra personer i deras hem: ett sjukhus grundades dock inte förrän 1900, Auckland Mater Misericordiae Hospital. 1855–1862 drev de en skola för maoriska flickor. Nunnornas skolverksamhet spred sig över kolonin och nya skolor skötta av nunnor från orden öppnades, med den första i Parnell 1862. Verksamheten utgjorde i många decennier en stor ekonomisk lättnad för skolväsendet på Nya Zeeland, som i övrigt var svårt underfinansierat.